# Jiří Novák (karikaturista)
Jiří Novák (* 27. prosince 1952 Kolín) je výtvarník, kreslíř, karikaturista, ilustrátor. Je jedním ze zakládajících členů České unie karikaturistů (ČUK).

## Život a dílo
Žije a tvoří v Kolíně. Vyučil se jako vozmistr, tomuto povolání se u Českých drah (později ČD Cargo) věnoval celý svůj profesní život (do roku 2013).
Jeho koníčkem je kreslený humor, kterému se věnuje od mládí; v kreslení je samouk. Mezi jeho nejoblíbenější témata patří ženy a erotika. Od roku 1980 je kreslířem autorské dvojice kresleného humoru NOS (Novák–Skoupý). Občas ale stále tvoří i sám, obesílá tuzemské i zahraniční soutěže karikaturistů, na kterých obdržel několik cen. Bývá také členem porot mezinárodních soutěží kresleného humoru v Česku i v zahraničí (Slovensko, Polsko). Svoje práce vystavuje na samostatných i společných výstavách kresleného humoru. Ilustruje povídky v časopisech a knihy, úzce spolupracoval s časopisem Chatař & chalupář, s časopisem dTest spolupracuje od jeho vzniku - od roku 1992 (stav k začátku roku 2025). Jeho ilustrace byly publikovány v dětském časopise Ohníček, dále publikuje např. v křížovkářském časopise Křížem Krážem, v občasníku Centrum Středočeské KKZ (krajská komise značení turistických tras). Jeho kresby se objevují na pohlednicích, letácích, novoročenkách, v reklamních spotech, udělal několik velkoplošných reklam, kreslí komiksy, portrétní karikatury. Je autorem log např. pro mezinárodní soutěž v kresleném humoru o životním prostředí Ekofór, pro projekt Tři Grácie - (u)mění (Galerie Reistna Valtice), pro Penzion a Klub Čtrnáctka v Ratajích nad Sázavou.

### Knižní publikace
Kreslené vtipy Jiřího Nováka byly publikovány ve sbornících kresleného humoru a katalozích, např.:
- Zora Baco-Burianová (ed.): FECO Česká republika (FECO - Federace evropských karikaturistických organizací), v češtině a angličtině, Olomouc: Europapier, 1998

- Hlavně, že jsme zdraví!, Praha: Tok, 1999, ISBN 80-86177-05-X
- Prazdroj českého kresleného humoru: encyklopedie českých karikaturistů, Plzeň: NAVA, 2005, ISBN 80-7211-194-9
- Tichý mat: Šachy v kresleném humoru, Praha: Pražská šachová společnost, 2008, ISBN 978-80-260-2763-8
- Dagmar Inštitorisová, Alžbeta Madudová: Sága Gagov Kremnických – kniha o humore, čo má svoju váhu, ve slovenštině, Banská Bystrica: G.A.G. - umelecká agentúra, 2010, ISBN 978-80-85657-29-6
- Święto Karpia w Niemodlinie: Wspomnienia z Międzynarodowego Konkursu Rysunku Satyrycznego „Karpik” z lat 2003 – 2017, v polštině, Niemodlin: Ośrodek Kultury w Niemodlinie, 2018

Komiksy Jiřího Nováka byly publikovány v knize:
- Kolektiv autorů: Neobyčejné příběhy Podpálaví a Weinviertlu, v češtině a němčině, Mikulov: město Mikulov: Městská knihovna Mikulov, 2022, ISBN 978-80-906856-8-0, ISBN 978-80-906856-9-7

Dále se věnuje ilustrování kalendářů (např. pro Sdružení hasičů Čech, Moravy a Slezska, pro časopisy Chatař & chalupář, dTest), učebnic cizích jazyků, matematiky, českého jazyka (pro nakladatelství Fraus) a knih, např.:
| - Zdeněk Rosenbaum: Papírový ohňostroj: (fejetony z let 1995-2000), Praha: Astrosat, 2001, ISBN 80-86021-74-2 - Irena Fuchsová: Když se ženy domluví, Praha: Erika, 2005, ISBN 80-7190-638-7 - Irena Fuchsová: Když chci zabít manžela, Praha: Erika, 2007, ISBN 978-80-7190-039-9 - Jaroslav Prugar a kolektiv: Kvalita rostlinných produktů na prahu 3. tisíciletí, Praha: Výzkumný ústav pivovarský a sladařský ve spolupráci s komisí jakosti rostlinných produktů ČAZV, 2008, ISBN 978-80-86576-28-2 - Irena Fuchsová: Když divadlo sundá masku, Vendryně: Beskydy, 2009, ISBN 978-80-904165-5-0 - Irena Fuchsová: Když je kolo v kufru, Vendryně: Beskydy, 2009, ISBN 978-80-904165-3-6 - Irena Fuchsová: Když se zamiluje muž pošťáckou láskou, Vendryně: Beskydy, 2010, ISBN 978-80-87431-04-7 - Irena Fuchsová: Když se žena svléká, Vendryně: Beskydy, 2011, ISBN 978-80-87431-13-9 - Irena Fuchsová: Když chci zabít manžela, Vendryně: Beskydy, 2012, ISBN 978-80-87431-17-7 | - Irena Fuchsová: Když chce žena zhubnout, Vendryně: Beskydy, 2013, ISBN 978-80-87431-24-5 - Eva Bukovská: Tohle neudupeš aneb Volejte hasiče, Nové Město nad Metují: Hasiči, 2014, ISBN 978-80-905592-1-9 - Irena Fuchsová: Co žena nikdy neřekne a muž nikdy neudělá, Vendryně: Beskydy, 2015, ISBN 978-80-87431-33-7 - Zdeněk Rosenbaum: Okrajový stopník, Praha: Nová vlna, 2016, ISBN 978-80-85845-51-8 - Jan Gazda, Václav Liška, Bořivoj Marek: Kritické myšlení: dovednost (nejen) pro 21. století, Praha: Nakladatelství P3K, 2019, ISBN 978-80-87343-88-3 - Karel Čapek: Dvanáctero figur zápasu perem čili Příručka psané polemiky, Praha: vlastním nákladem vydal dr. Václav Liška - Jitka Cirklová, Václav Liška, Mariia Titova: Diplomová práce v éře umělé inteligence aneb Od nápadu k obhajobě kvalifikační práce, Praha: České vysoké učení technické v Praze, 2024, ISBN 978-80-01-07298-1 |

### Výstavy
Samostatné výstavy kresleného humoru Jiřího Nováka:
| - Malostranská beseda v Praze, Salon kresleného humoru (2002) - Ledeburská zahrada v Praze (2005) - restaurace Galerie Mánes v Praze, Salon kresleného humoru (2008) - Minigalerie Pavel Novotný v Odoleně Vodě (2014) - Galerie BWA v Zielonej Górze, Polsko (2015) - Hlohovec, Slovensko, Farebný svet Jiřího Nováka (2016) | - Galerie Reistna ve Valticích (2019) - Klub Čtrnáctka v Ratajích nad Sázavou, Novák není skoupý (2020) - Český rozhlas Galerie Vinohradská 12 v Praze, Moje úsměvy (2023) |

Na společných výstavách Jiří Novák vystavoval např. s kreslíři B. Kovaříkem a L. Lichým (v Česku, Polsku a na Slovensku) a s dalšími kreslíři z České unie karikaturistů - výstavy portrétních karikatur Svět kreslí Havla, Vladimír Menšík v karikatuře, Václav Klaus v karikatuře, Putin - Zeman, Bohumil Hrabal (v Klubu Čtrnáctka v Ratajích nad Sázavou), Salony kresleného humoru: Jubilant Ivan Hanousek, Jubilant Josef Kobra Kučera ad.

### Další aktivity
Z dalších činností Jiřího Nováka:
- reklamní ilustrace pro společnost Warner Home Video (v r. 1998)
- ilustrace pro firmu ABB (Švédsko)
- billboardy a propagační materiál pro firmu KRKA (Slovenia)
- ilustrace brožur se zdravotnickou tematikou, pohlednice a další propagační materiál pro vydavatelství Grifart v Brně
- malovaný dřevěný kůň pro spolek Múzy dětem a Projekt Medela Lejly Abbasové (charitativní závod MedelaCup v Pardubicích)[11]
- novoročenky a propagační materiál pro Ateliér Petr Haškovec v Praze
- propagační grafika pro výrobce plochodrážních motocyklů JRM (Jawa Racing Motors) v Divišově
- propagační materiál pro Jízdu veteránů do vrchu v Ratajích nad Sázavou[12]

### Ocenění
Jiří Novák získal několik ocenění na národních i mezinárodních festivalech kresleného humoru, např.:
| - 2. cena Kremnické gagy, Kremnica, Slovensko (1995) - 1. cena Kremnické gagy, Kremnica, Slovensko (1997) - Cena města Písku, Bienále cartoons, Písek (2007) - Cena Banku Spółdzielczego w Namysłowie, Karpik, Niemodlin, Polsko (2014) - Zvláštní cena World Gallery of Cartoons, Skopje, Makedonie (2014) - Diplom Cartoon Festival, Solin, Chorvatsko (2014) - 1. cena “Seeing of the unseeing – and seeing”, Nitra, Slovensko (2015) - 2. cena Agencji Rynku Rolnego w Opolu, Karpik, Niemodlin, Polsko (2015) | - Zvláštní cena Biuro Wystaw Artystycznych w Zielonej Górze, Zielona Góra, Polsko (2015) - 2. cena Zagreb, Chorvatsko (2016) - 3. cena Zielona Góra, Sztuczna inteligencja, Polsko (2016) - Zvláštní cena Biennial of Humor Luíz d'Oliveira Guimarães, Penela, Portugalsko (2016) - 1. cena Agencji Rynku Rolnego w Opolu, Karpik, Niemodlin, Polsko (2016) - Zlatá Bomburova šabľa, Brezno, Slovensko (2017) |

## Galerie kreseb – Jubilejní zemská výstava v Praze roku 1891

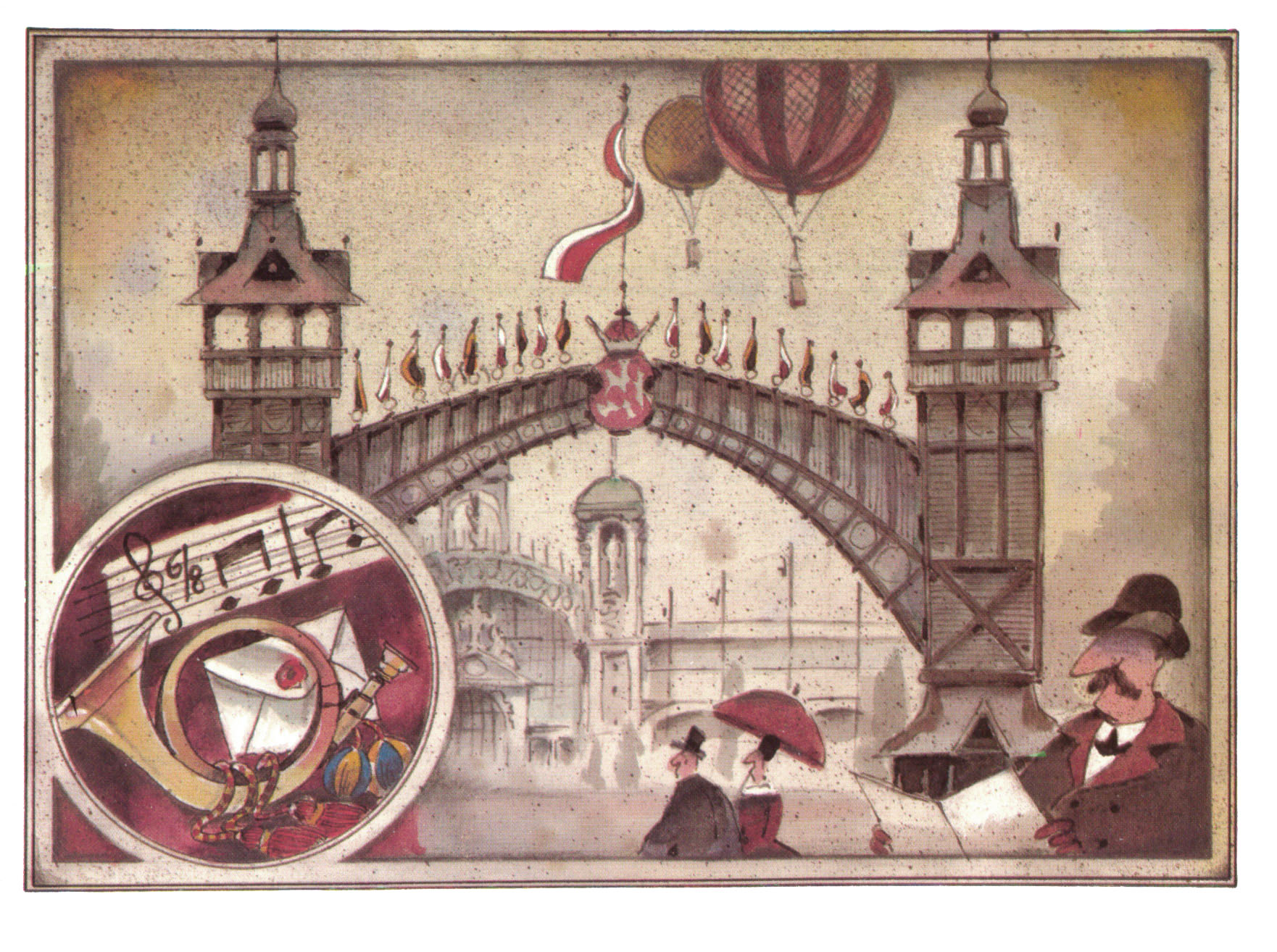
Vstupní brána na Jubilejní zemskou výstavu v Praze 1891
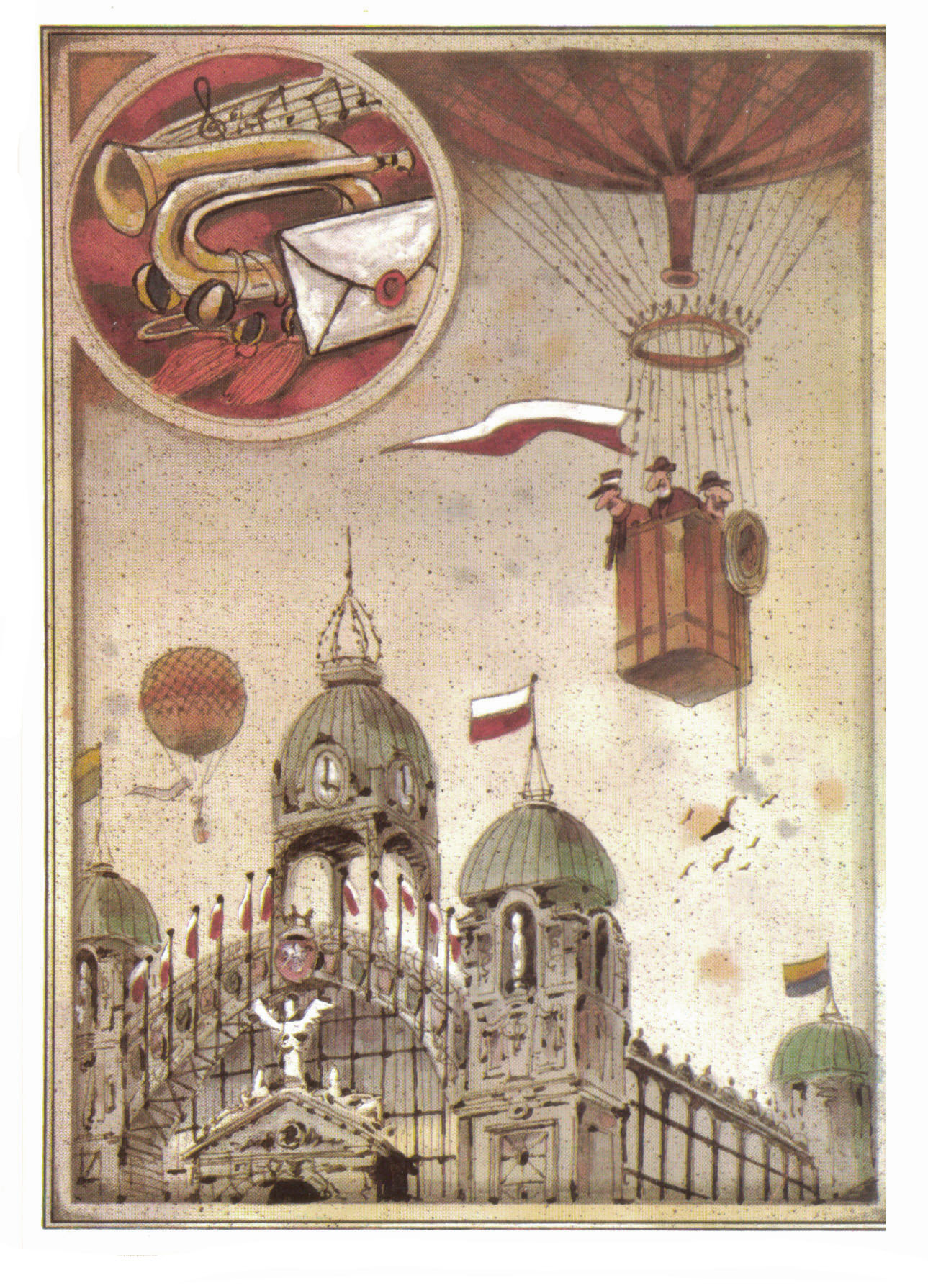
Průmyslový palác na pražském Výstavišti
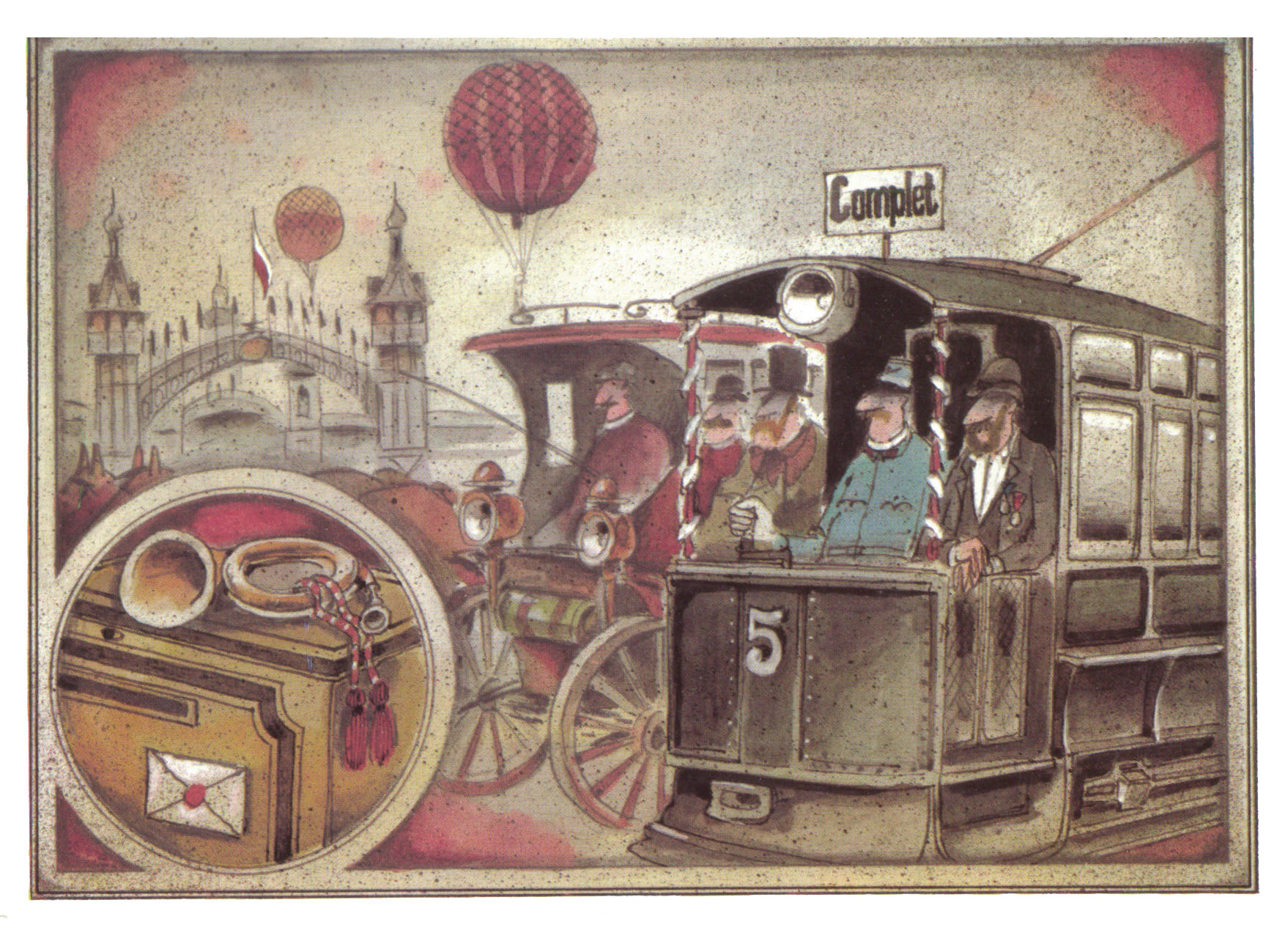
Křižíkova elektrická dráha

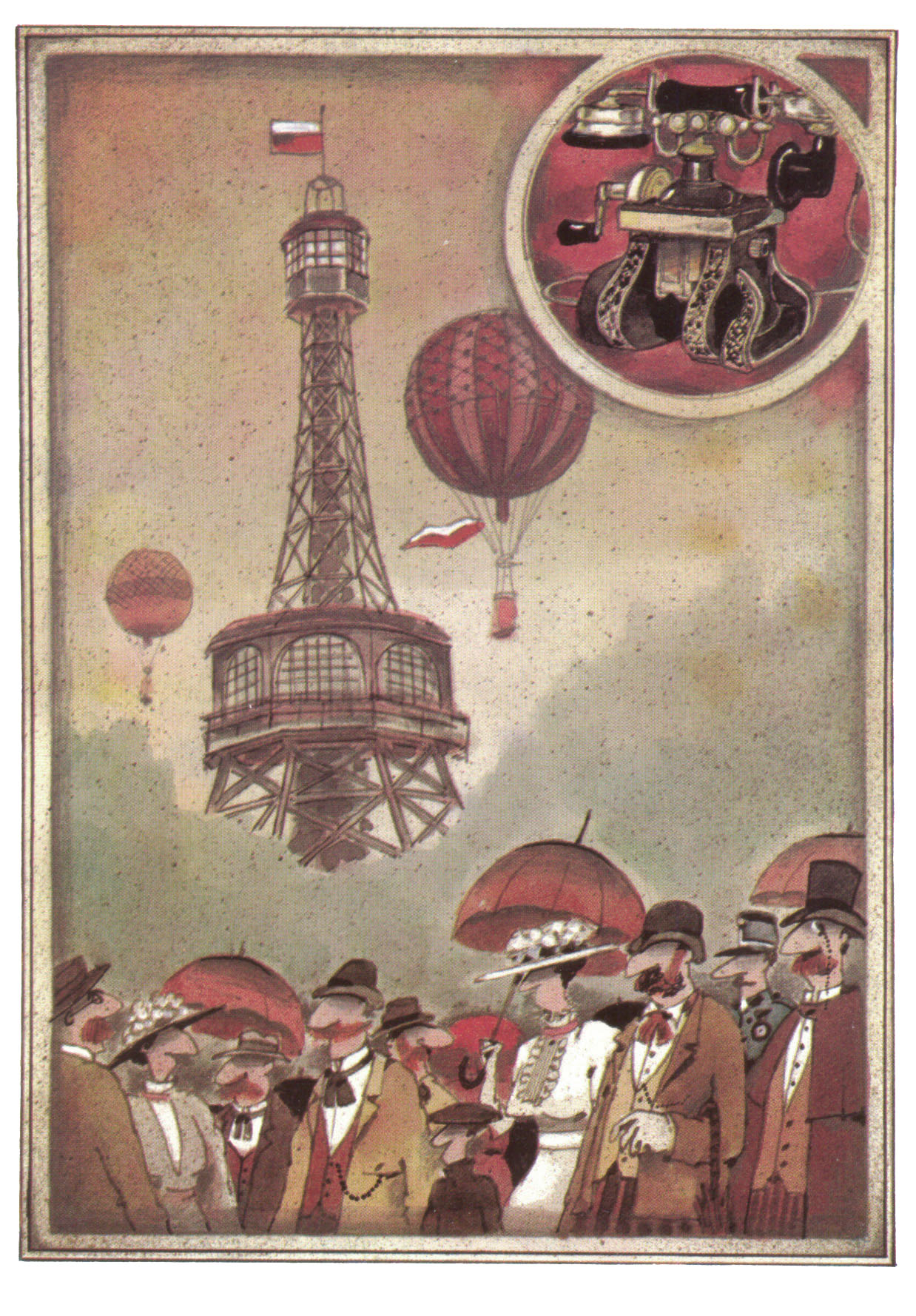
Petřínská rozhledna
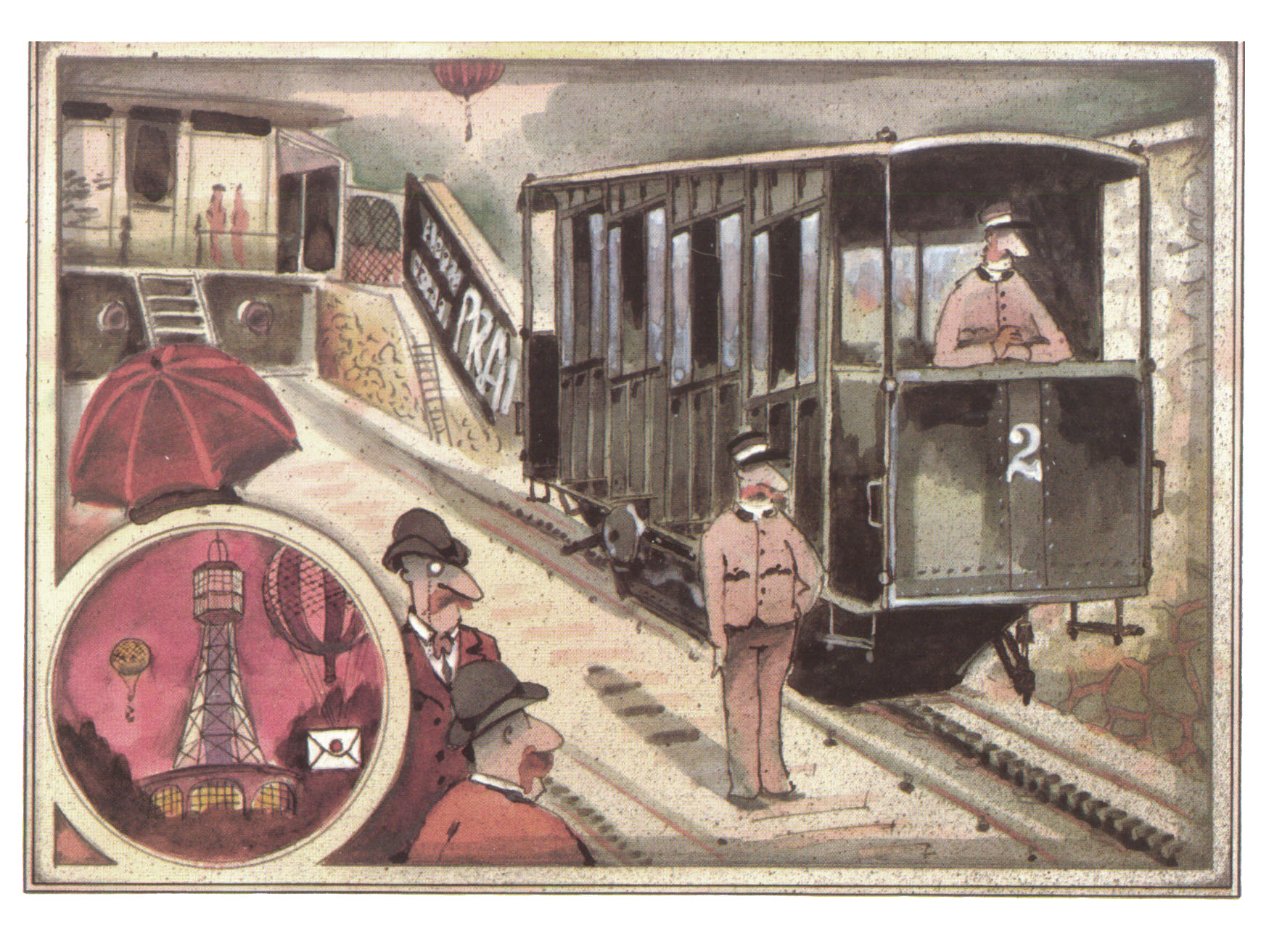
Lanová dráha na Letnou
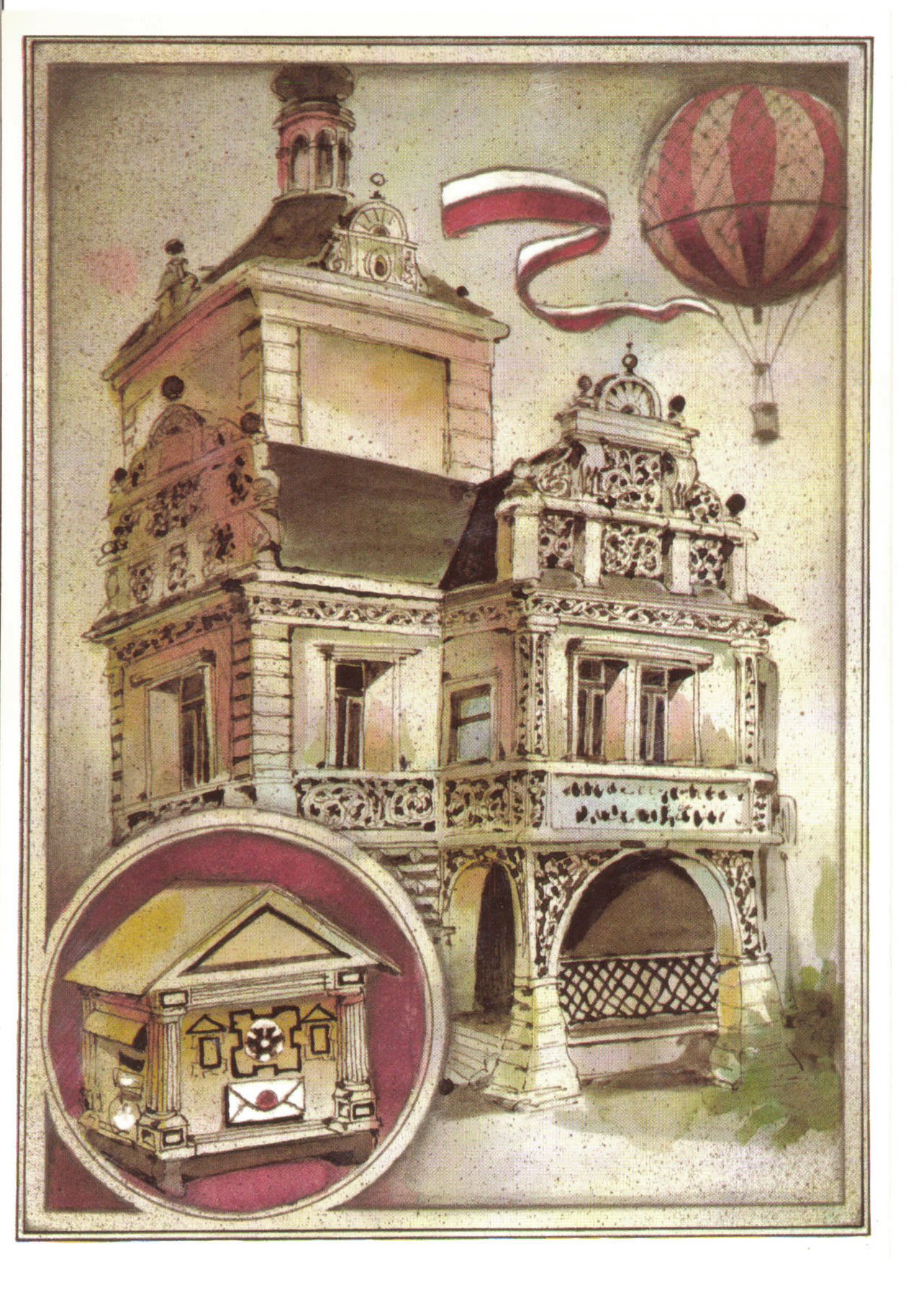
Pavilón pro poštu, telegraf, telefon a policii